# Agnė Abromaitė-Čiudarienė
Agnė Abromaitė-Čiudarienė, née le 15 janvier 1979 à Klaipėda, est une joueuse lituanienne de basket-ball, évoluant au poste d'ailière.
En novembre 2011, elle vient renforcer l'équipe française de Basket Landes.

## Club
- 1998-2003 : Lietuvos telekomas Vilnius ( Lituanie)
- 2003 : Lattes Montpellier Agglomération Basket ( France)
- 2003-2004 : DKSK Miskolc ( Hongrie)
- 2004-2005 : UMMC Iekaterinbourg ( Russie)
- 2005 : Cari Chieti ( Italie)
- 2005-2006 : TEO Vilnius ( Lituanie)
- 2007-2008 : Extrugasa Vilagarcia ( Espagne)
- 2008-2009 : Real Club Celta Vigo ( Espagne)
- 2009-2010 : Mann Filter Zaragoza ( Espagne)
- 2010-2011 : Ros Casares Valencia ( Espagne)
- 2011-2012 : Basket Landes ( France)
- 2012-2012 : Kayseri Kaski ( Turquie)

## Palmarès
- Championnat du monde
  - 6e du Championnat du monde 2006 au Brésil
  - 11e du Championnat du monde 2002 en Chine
- Championnat d'Europe
  - en 4e Championnat d'Europe 2005 en Turquie
  - 4e du Championnat d'Europe 2001 en France